# Streptocephalus antillensis
Streptocephalus antillensis är en kräftdjursart som beskrevs av Karl R. Mattox 1950. Streptocephalus antillensis ingår i släktet Streptocephalus och familjen Streptocephalidae. Inga underarter finns listade i Catalogue of Life.